# Rhytiphora delicatula
Rhytiphora delicatula là một loài bọ cánh cứng trong họ Cerambycidae.